# Jüdischer Friedhof (Salantai)
Koordinaten: 56° 2′ 42,7″ N, 21° 33′ 36,9″ O

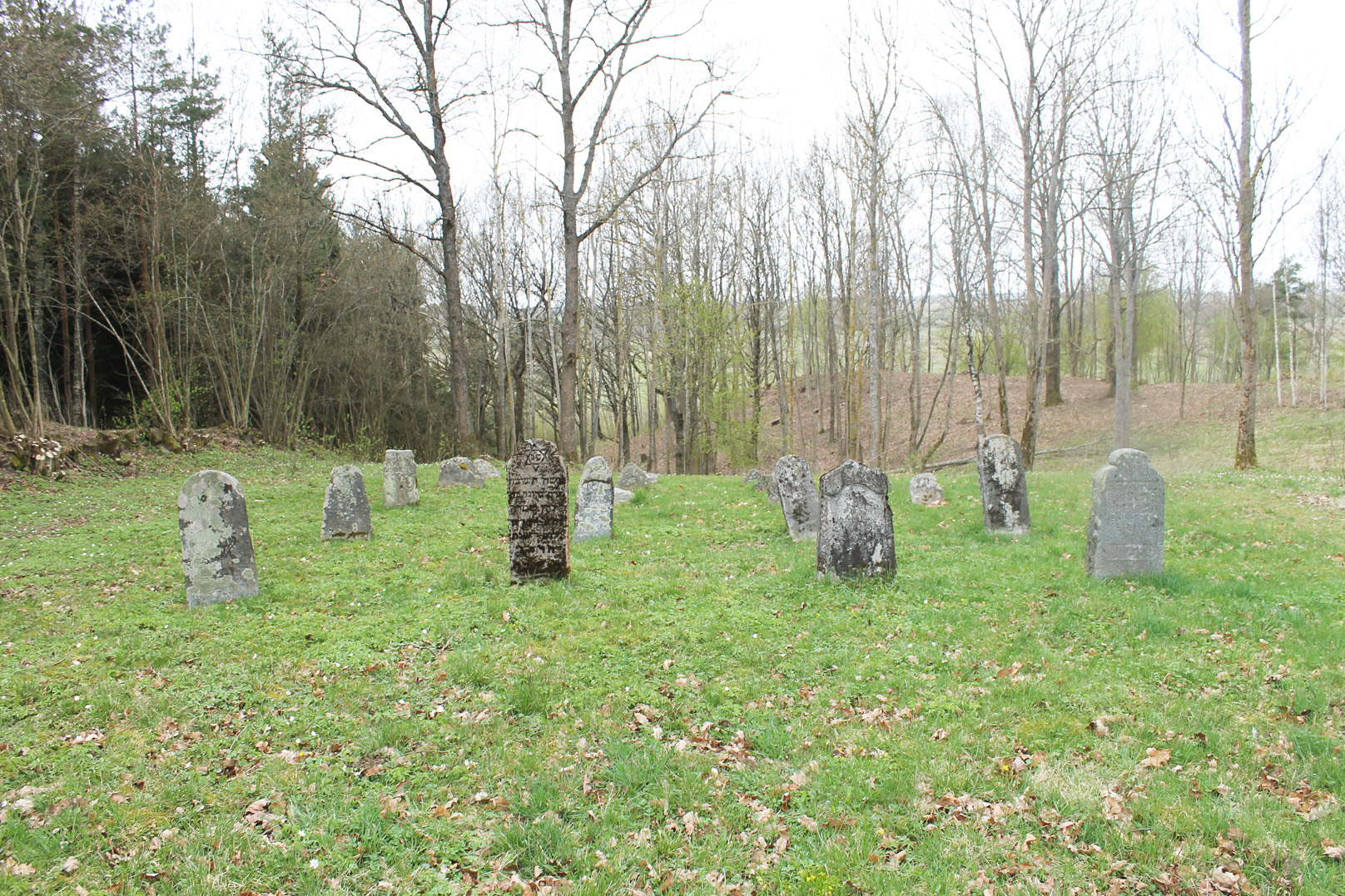
Jüdischer Friedhof Salantai (2016)

Der jüdische Friedhof Salantai liegt in Salantai, einer Kleinstadt im Nordosten der Rajongemeinde Kretinga im Nordwesten Litauens.
Der jüdische Friedhof befindet sich am südlichen Stadtrand unweit der östlich fließenden Alkupis, westlich fließt der Salantos.